# Saleboda
Saleboda är en småort i Sillhövda socken i Karlskrona kommun i Blekinge län.